# Deepend
Falco van den Aker, znany profesjonalnie jako Deepend – holenderski DJ. Zdobył międzynarodowe uznanie po tym, jak jego remiks „Catch & Release” Matta Simonsa zdobył pierwsze miejsce na europejskich listach przebojów Airplay w pięciu krajach. Remiks zyskał ponad 250 milionów odtworzeń na Spotify i 80 milionów na YouTube. Deepend był pierwotnie duetem składającym się z van den Akera i jego kolegi, holenderskiego producenta Boba van Ratingena; van Ratingen odszedł w 2018 roku, a van den Aker używa teraz nazwy Deepend dla solowego projektu.

## Kariera
Remiks utworu „Catch & Release” Matta Simona Deepend stał się 2. najczęściej granym utworem w holenderskim radiu w 2016 roku.
Deepend wydał poprzez Spinnin’ Records wspólny utwór z Samem Feldtem zatytułowany „Runaways”, w którym znalazły się wokale Teemu.